# Naima Farhi
Naima Farhi (sinh năm 1976 tại Sétif) là một chính trị gia người Algérie. Được đào tạo như một luật sư, Naima Farhi là nghị sĩ sétif cho Phong trào El-Infitah. Bà cũng là chủ tịch của Trung tâm Phụ nữ Algérie, một cấu trúc nhằm góp phần kết hợp các nỗ lực cho phép phụ nữ tiếp cận các trung tâm ra quyết định và các cơ hội bình đẳng. Cơ quan tư vấn cũng sẽ tìm cách xây dựng cầu nối hữu nghị và hợp tác với các tổ chức khu vực và quốc tế và tăng cường những lợi ích đạt được ở Algérie vì lợi ích của phụ nữ. Đài quan sát cho người phụ nữ Algérie sẽ thành lập một hội đồng tư vấn quốc gia và sẽ mở văn phòng wilaya. Naima Farhi là tổng thư ký của đảng Phong trào El-Infitah.